# Anthony Azizi
Anthony Azizi (ur. 29 maja 1973 w Nowym Jorku) – amerykański aktor filmowy i telewizyjny.

## Życie prywatne
Urodził się w Nowym Jorku, ma irańskie korzenie. Jest bahaistą. Ożenił się z aktorką Cymbeline Smith. 18 maja 2007 roku na świat przyszły ich dzieci, bliźniaki. Anthony i jego żona są rodzicami po raz pierwszy.

## Kariera
Jest znany przede wszystkim z ról w serialach telewizyjnych. Zagrał w 24 godzinach jako terrorysta Mamud Faheen i w Pani prezydent jako bliski współpracownik prezydenta Vince Taylor. Pojawił się również w Raporcie specjalnym z Jamesem Dentonem i Kelly Rutherford. Wystąpił także w takich serialach jak Zabójcze umysły, CSI: Kryminalne zagadki Miami, JAG – Wojskowe Biuro Śledcze, Kochane kłopoty, Świat gliniarzy, Nowojorscy gliniarze, Prezydencki poker, Gotowe na wszystko, Skazany na śmierć czy Chuck. W 2002 roku zagrał jedną z głównych ról w filmie Phobic – wcielił się w Zabójcę.

## Filmografia
- 2009: Magia kłamstwa (Lie to Me) jako Omar Kahn
- 2009: Skazany na śmierć (Prison Break) jako Naveen Banarjee
- 2008: Eagle Eye jako Ranim Khali
- 2008: Chuck jako Szejk Rajiv Amad
- 2008: Jednostka (The Unit) jako Amin Al-Nura
- 2008: Zagubieni (Lost) jako Omar
- 2008: Wariackie przypadki (Head Case) jako dr Banerjee
- 2007: AmericanEast jako Murad
- 2007: Weronika Mars (Veronica Mars) jako Rashad Krimani
- 2007: CSI: Kryminalne zagadki Miami (CSI: Miami) jako Allen Comden
- 2007: Las Vegas jako Levon Najar
- 2007: Bez śladu (Without a Trace) jako Ghalib Al-Nayhan
- 2006: Tamten świat samobójców (Wristcutters: A Love Story) jako Hassan
- 2006: Gotowe na wszystko (Desperate Housewives) jako Robert Falati
- 2006: Uśpiona komórka (Sleeper Cell) jako Yasser
- 2006: Zabójcze umysły (Criminal Minds) jako Jind Allah
- 2005–2006: Pani prezydent (Commander in Chief) jako Vince Taylor
- 2005: Prezydencki poker (The West Wing) jako Chet
- 2005: Nowojorscy gliniarze (NYPD Blue) jako Nestor Duarte
- 2004: EMR jako taksówkarz
- 2004: Kochane kłopoty (Gilmore Girls) jako Luciano
- 2004: Świat gliniarzy (The Shield) jako Petrosh
- 2004: Obława (Dragnet) jako John Saadi
- 2003–2004: Raport specjalny (Threat Matrix) jako Mohammad "Mo" Hassain
- 2002: Grzechotniki (Venomous) jako terrorysta
- 2002: Tequila Express jako Gregory Adams
- 2002: Phobic jako Zabójca
- 2002–2005: 24 godziny (24) jako Mamud Rasheed Faheen (2002) i Rafique (2005)
- 2002: Breaking News jako przywódca arabów
- 2002: Glory Days jako taksówkarz
- 2001: Kocurek (Tomcats) jako Sikh Elvis Chaplain
- 2001: Zaginiony batalion (Lost Battalion, The) jako szeregowiec Nat Henchman
- 2001: Księżniczka i żołnierz (Princess and the Marine, The) jako porucznik Ibrahim Bin Talaal
- 2001: Żarty na bok (That’s Life) jako sklepikarz
- 2001: The Agency jako bliskowschodni obserwator
- 2000: Strong Medicine jako lekarz
- 1999: Desert Son jako Tit
- 1999: Złoto pustyni (Three Kings) jako iracki rebeliant
- 1998: Dating Games jako Frankie
- 1997: Doborowa jednostka (McHale's Navy) jako posłannik złych wiadomości
- 1997: Na dobre i złe (For Richer or Poorer) jako Malik
- 1997–2002: JAG – Wojskowe Biuro Śledcze (JAG) jako Alex Zahar
- 1997: Malcolm & Eddie jako Bank Robber
- 1996: Pan i pani Smith (Mr. & Mrs. Smith) jako Barak